# تجاوز الإنسانية
ما بعد الإنسانية (بالإنجليزية: Transhumanism)‏ (يختصر أحيانا ب >H أو H+) عبارة عن حركة فكرية وفلسفية تدعو الى استخدام العلوم والتكنولوجيا المتطورة بشكل عام لتعزيز القدرة الإنسانية العقلية والفيزيائية وقدرة تحمله وحتى إلغاء ما يعتبر غير مرغوبا في معظم الأحيان مثل الغباء، المعاناة، المرض، الشيخوخة وأخيرا التخلص من الموت.
يدرس مفكرو ما بعد الإنسانية الفوائد والمخاطر المحتملة للتكنولوجيات الناشئة التي يمكن أن تتغلب على القيود البشرية الأساسية، بالإضافة إلى أخلاقيات استخدام هذه التكنولوجيات. كما يعتقد بعض أنصار ما بعد الإنسانية أن البشر قد يكونون في نهاية المطاف قادرين على تحويل أنفسهم إلى كائنات ذات قدرات متوسعة بشكل كبير عن الحالة الطبيعية بحيث تستحق مسمى كائنات ما بعد الإنسان.

## الغايات والأهداف الرئيسية
وهدفه الرئيسي هو تحسين الإنسان، وذلك باستخدام جميع السبل الممكنة للقيام بذلك. لتحقيق هذا الهدف
تدعم بقوة التقدم التكنولوجي وعلى الأخص في مجالي : زيادة قدرة الحواسيب (وهذه تتضاعف سنويا بالفعل) والتعمق في دراسة الدماغ والتعرف على أسرار آدائها بطرق القياس. من وجهة فإن الفضول الإنساني يدفعه للتعرف على أسرار الطبيعة : كيف نشأ الكون، وإلى أين ؟ ونشأة الحياة. والسر الآخر الذي يتجه إليه الفضول الإنساني هو معرفة الدماغ وكيف تعمل. ومن وجهة أخرى أغراض الجهات التي تصرف على تلك الأبحاث، التي قد تؤدي إلى السيطرة على عقول البشر، وربما تحسين العقل البشري. وهناك من يعارض لأسباب أخلاقية السير في هذه الأبحاث.
دراسة منجزات العلم والتكنولوجيا، في الوقت المناسب لتجنب المخاطر والمشاكل الأخلاقية التي قد تصاحب تطبيق هذه الإنجازات ؛
توسيع نطاق حرية كل فرد، واستخدام التقدم العلمي والتكنولوجي ؛
أقرب ما يمكن من التأخير،
أن تقرر التراجع عن الشيخوخة والموت، لمنحه الحق في أن تقرر، مواجهة والأكاديميين والمنظمات التي لها أهداف وأفكار متضاربة—المتعصبين البيئة في (تجنب التطور التكنولوجي، «العودة إلى الطبيعة»)، والأصولية الدينية، والتقاليد، وغير ذلك
دعم تطوير تكنولوجيات جديدة، وخاصة انهم يعتقدون أن وعود تكنولوجيا النانو والتكنولوجيا الحيوية وتكنولوجيا المعلومات، والتطورات في مجال الذكاء الاصطناعي، والتحميل وعيه في ذاكرة الكمبيوتر

## تاريخ

### سلائف ما بعد الإنسانية:
وفقًا لنيك بوستروم، تم التعبير عن نزعات ترانسندينتالية منذ السعي وراء الخلود في قصة جلجامش الأسطورية، وكذلك في البحث التاريخي عن نافورة الشباب، وإكسير الحياة، وجهود أخرى لمنع الشيخوخة والموت.
يعتمد أنصار ما بعد الإنسانية على التقاليد الفكرية والثقافية ويطالبون بالاستمرارية و منها الفلسفة القديمة لأرسطو و التقليد العلمي لروجر بيكون. في رحلته الإلهية، ابتكر دانتي كلمة "تراسومانار" تعني "تجاوز الطبيعة البشرية، تجاوز الطبيعة البشرية" في القسم الأول من الجنة.
يمكن رؤية تشابك التطلعات الترانسهيومية مع الخيال العلمي في أعمال بعض من سبقوا الإنارة مثل فرانسيس بيكون. واحد من سلف الأفكار الترانسهيومية في وقت مبكر هي "محادثة حول الأسلوب" (1637) لرينيه ديكارت. في المحادثة، تصوّر ديكارت نوعًا جديدًا من الطب يمكن أن يمنح كل من الخلود البدني وعقولًا أقوى.
في الطبعة الأولى لكتابه "العدالة السياسية" (1793)، قدم ويليام جودوين حججًا تؤيد إمكانية "الخلود الدنيوي" (والذي يشار إليه الآن باسم الخلود الجسدي). استكشف جودوين موضوعات تمديد العمر والخلود في روايته الغوتية "سانت ليون"، التي أصبحت شهيرة (وسيئة السمعة) في ذلك الوقت عند نشرها في عام 1799، لكنها نُسيت الآن بشكل كبير. يُمكن أن تكون "سانت ليون" قد قدمت إلهامًا لابنته ماري شيلي لكتابة روايتها "فرانكشتاين".